# Národní parky v Chile
V Chile se nachází čtyřicet šest národních parků. Mají celkovou rozlohu 134 521 km². Největší z nich je Bernardo O'Higgins (35 000 km²). Nejstarším je národní park Vicente Pérez Rosales, který byl vyhlášen v roce 1926, nejmladší jsou Desierto Florido a Glaciares de Santiago vyhlášené v roce 2023.

## Přehled parků
| Foto | Název                                       | Rok založení | Region               | Rozloha (ha) | Mapa     |
| ---- | ------------------------------------------- | ------------ | -------------------- | ------------ | -------- |
|      | Národní park Vicente Pérez Rosales          | 1926         | Los Lagos            | 253 568      | OSM, WMF |
|      | Národní park Archipiélago de Juan Fernández | 1935         | Valparaíso           | 9 174        | OSM, WMF |
|      | Národní park Rapa Nui                       | 1935         | Valparaíso           | 6 908        | OSM, WMF |
|      | Národní park Tolhuaca                       | 1935         | Araukánie            | 6 374        | OSM, WMF |
|      | Národní park Nahuelbuta                     | 1939         | Araukánie            | 6 832        | OSM, WMF |
|      | Národní park Villarrica                     | 1940         | Araukánie; Los Ríos  | 53 460       | OSM, WMF |
|      | Národní park Bosque Fray Jorge              | 1941         | Coquimbo             | 9 959        | OSM, WMF |
|      | Národní park Puyehue                        | 1941         | Los Ríos a Los Lagos | 106 757      | OSM, WMF |
|      | Národní park Cabo de Hornos                 | 1945         | Magallanes           | 63 093       | OSM, WMF |
|      | Národní park Conguillío                     | 1950         | Araukánie            | 60 832       | OSM, WMF |
|      | Národní park Laguna del Laja                | 1958         | Bío-Bío              | 11 600       | OSM, WMF |
|      | Národní park Laguna San Rafael              | 1959         | Aysén                | 1 742 000    | OSM, WMF |
|      | Národní park Torres del Paine               | 1959         | Magallanes           | 181 414      | OSM, WMF |
|      | Národní park Alberto de Agostini            | 1965         | Magallanes           | 1 460 000    | OSM, WMF |
|      | Národní park Huerquehue                     | 1967         | Araukánie            | 12 500       | OSM, WMF |
|      | Národní park Isla Guamblin                  | 1967         | Aysén                | 10 625       | OSM, WMF |
|      | Národní park La Campana                     | 1967         | Valparaíso           | 8 000        | OSM, WMF |
|      | Národní park Volcán Isluga                  | 1967         | Tarapacá             | 174 744      | OSM, WMF |
|      | Národní park Bernardo O'Higgins             | 1969         | Aysén; Magallanes    | 3 525 901    | OSM, WMF |
|      | Národní park Cerro Castillo                 | 1970         | Aysén                | 143 502      | OSM, WMF |
|      | Národní park Pali Aike                      | 1970         | Magallanes           | 5 030        | OSM, WMF |
|      | Národní park Las Palmas de Cocalán          | 1972         | O'Higgins            | 3 709        | OSM, WMF |
|      | Národní park Alerce Andino                  | 1982         | Los Lagos            | 39 255       | OSM, WMF |
|      | Národní park Chiloé                         | 1982         | Los Lagos            | 42 567       | OSM, WMF |
|      | Národní park Isla Magdalena                 | 1983         | Aysén                | 249 712      | OSM, WMF |
|      | Národní park Queulat                        | 1983         | Aysén                | 154 093      | OSM, WMF |
|      | Národní park Lauca                          | 1983         | Arica a Parinacota   | 137 883      | OSM, WMF |
|      | Národní park Pan de Azúcar                  | 1985         | Antofagasta; Atacama | 43 754       | OSM, WMF |
|      | Národní park Hornopirén                     | 1988         | Los Lagos            | 66 196       | OSM, WMF |
|      | Národní park Llanos de Challe               | 1994         | Atacama              | 45 708       | OSM, WMF |
|      | Národní park Nevado Tres Cruces             | 1994         | Atacama              | 59 082       | OSM, WMF |
|      | Národní park Llullaillaco                   | 1995         | Antofagasta          | 268 670      | OSM, WMF |
|      | Národní park Corcovado                      | 2005         | Los Lagos            | 400 011      | OSM, WMF |
|      | Národní park Radal Siete Tazas              | 2008         | Maule                | 4 138        | OSM, WMF |
|      | Národní park Alerce Costero                 | 2010         | Los Ríos             | 13 975       | OSM, WMF |
|      | Národní park Morro Moreno                   | 2010         | Antofagasta          | 7 314        | OSM, WMF |
|      | Národní park Yendegaia                      | 2013         | Magallanes           | 150 587      | OSM, WMF |
|      | Národní park Melimoyu                       | 2018         | Aysén                | 105 500      | OSM, WMF |
|      | Národní park Pumalín                        | 2018         | Los Lagos            | 402 392      | OSM, WMF |
|      | Národní park Patagonia                      | 2018         | Aysén                | 304 527      | OSM, WMF |
|      | Národní park Kawésqar                       | 2019         | Magallanes           | 2 842 429    | OSM, WMF |
|      | Národní park Río Clarillo                   | 2019         | Metropolitní region  | 13 085       | OSM, WMF |
|      | Národní park Nonguén                        | 2021         | Bío-Bío              | 3 036        | OSM, WMF |
|      | Národní park Salar de Huasco                | 2022         | Tarapacá             | 110 949      | OSM, WMF |
|      | Národní park Desierto Florido               | 2023         | Atacama              | 57 107       | OSM, WMF |
|      | Národní park Glaciares de Santiago          | 2023         | Metropolitní region  | 75 114       | OSM, WMF |